# 鈴木冬一
鈴木 冬一（すずき といち、2000年5月30日 - ）は、大阪府東大阪市出身のプロサッカー選手。Jリーグ・横浜F・マリノス所属。ポジションはディフェンダー、ミッドフィールダー。

## 来歴
両サイド、両ウィング、中央、サイドバックで起用可能。

### プロ入り前
セレッソ大阪の下部組織出身で世代別代表も経験。高校2年次の2017年7月、トップチームに2種登録された。同年9月24日、セレッソ大阪U-23としてJ3第24節・福島ユナイテッドFC戦でJリーグ初出場した。
2018年3月2日、昨シーズンに引き続きトップチーム登録される が、その後1週間で登録抹消となり長崎総合科学大学附属高校へ転入した。同年1月に移籍の話が浮上した当初は移籍について全く考えていなかったが、2017 FIFA U-17ワールドカップで全試合出場したものの大会前は当落線上にいたこと、本大会で世界のトップレベルを目の当たりにし、自身を代表のチームメイトと比較しても「技術や考え方が遅れている」と感じていた。環境の変化を望み、厳しい環境と小嶺忠敏監督の実績が移籍の決め手となった。遠征の影響で加入直後はBチームでプレーしたがすぐにAチームへ合流。10番を背負い、高円宮杯 JFA U-18サッカープリンスリーグ九州開幕戦の鹿児島城西高校戦ではハットトリックを達成した。
2018年10月29日、湘南ベルマーレに加入することが発表された。高校最後の全国高等学校サッカー選手権大会では3回戦まで勝ち進んだが、帝京長岡高校に1-2で敗れて幕を閉じた。

### 湘南ベルマーレ
2019年より湘南ベルマーレに入団した。3月9日、第3節の鹿島アントラーズ戦で途中出場からJ1リーグデビューを果たした。5月8日、Jリーグカップ第5節のV・ファーレン長崎戦でプロ入り初ゴールを決めた。2020年2月21日、開幕戦の浦和レッズ戦でスタメンに入ると2アシストの活躍を見せた。

### ローザンヌ
2020年12月12日、スイス1部のFCローザンヌ・スポルトに完全移籍で加入することが発表された。2021年1月23日、FCシオン戦で途中出場からスイスデビューを果たした。3月20日、第26節のザンクト・ガレン戦で移籍後初ゴールを決めて勝利に貢献した。

### 京都サンガF.C.
2023年12月28日に京都サンガF.C.に完全移籍にした。

### 代表
2015年、U-15日本代表の立ち上げからメンバー入りし、AFC U-16選手権2016 (予選)、AFC U-16選手権2016に出場。2017年10月、2017 FIFA U-17ワールドカップのU-17日本代表に選出。全4試合に出場して1得点を挙げ、チームのベスト16入りに貢献した。

## 所属クラブ
- 2010年 - 2012年 セレッソ大阪U-12 (東大阪市立石切東小学校)
- 2013年 - 2015年 セレッソ大阪U-15 (東大阪市立石切中学校)
- 2016年 - 2018年3月 セレッソ大阪U-18 (興國高等学校)
  - 2017年7月 - 2018年3月 セレッソ大阪 (2種登録選手)
- 2018年4月 - 2019年3月 長崎総合科学大学附属高等学校
- 2019年 - 2020年  湘南ベルマーレ
- 2020年 - 2023年  FCローザンヌ・スポルト
- 2024年  京都サンガF.C.
- 2025年 -  横浜F・マリノス

## 個人成績
| 国内大会個人成績 | 国内大会個人成績     | 国内大会個人成績 | 国内大会個人成績 | 国内大会個人成績 | 国内大会個人成績 | 国内大会個人成績 | 国内大会個人成績 | 国内大会個人成績 | 国内大会個人成績 | 国内大会個人成績 | 国内大会個人成績 |
| 年度             | クラブ               | 背番号           | リーグ           | リーグ戦         | リーグ戦         | リーグ杯         | リーグ杯         | オープン杯       | オープン杯       | 期間通算         | 期間通算         |
| 年度             | クラブ               | 背番号           | リーグ           | 出場             | 得点             | 出場             | 得点             | 出場             | 得点             | 出場             | 得点             |
| 日本             | 日本                 | 日本             | 日本             | リーグ戦         | リーグ戦         | リーグ杯         | リーグ杯         | 天皇杯           | 天皇杯           | 期間通算         | 期間通算         |
| ---------------- | -------------------- | ---------------- | ---------------- | ---------------- | ---------------- | ---------------- | ---------------- | ---------------- | ---------------- | ---------------- | ---------------- |
| 2019             | 湘南                 | 28               | J1               | 22               | 0                | 5                | 1                | 0                | 0                | 27               | 1                |
| 2020             | 湘南                 | 28               | J1               | 14               | 1                | 0                | 0                | -                | -                | 14               | 1                |
| スイス           | スイス               | スイス           | スイス           | リーグ戦         | リーグ戦         | スイス杯         | スイス杯         | オープン杯       | オープン杯       | 期間通算         | 期間通算         |
| 2020-21          | ローザンヌ・スポルト | 28               | スーパーリーグ   | 19               | 2                | 1                | 0                | -                | -                | 20               | 2                |
| 2021-22          | ローザンヌ・スポルト | 28               | スーパーリーグ   | 23               | 0                | 3                | 0                | -                | -                | 26               | 0                |
| 2022-23          | ローザンヌ・スポルト | 28               | チャレンジリーグ | 30               | 4                | 2                | 0                | -                | -                | 32               | 4                |
| 2023-24          | ローザンヌ・スポルト | 28               | スーパーリーグ   | 11               | 0                | 1                | 0                | -                | -                | 12               | 0                |
| 日本             | 日本                 | 日本             | 日本             | リーグ戦         | リーグ戦         | リーグ杯         | リーグ杯         | 天皇杯           | 天皇杯           | 期間通算         | 期間通算         |
| 2024             | 京都                 | 28               | J1               | 15               | 0                | 1                | 0                | 2                | 0                | 18               | 0                |
| 2025             | 横浜FM               | 25               | J1               |                  |                  |                  |                  |                  |                  |                  |                  |
| 通算             | 日本                 | 日本             | J1               | 51               | 1                | 6                | 1                | 2                | 0                | 59               | 2                |
| 通算             | スイス               | スイス           | スーパーリーグ   | 53               | 2                | 5                | 0                | -                | -                | 58               | 2                |
| 通算             | スイス               | スイス           | チャレンジリーグ | 30               | 4                | 2                | 0                | -                | -                | 32               | 4                |
| 総通算           | 総通算               | 総通算           | 総通算           | 134              | 7                | 13               | 1                | 2                | 0                | 149              | 8                |

| 2017   | C大23  | ‐      | J3     | 3 | 0 | 3 | 0 |
| 通算   | 日本   | 日本   | J3     | 3 | 0 | 3 | 0 |
| 総通算 | 総通算 | 総通算 | 総通算 | 3 | 0 | 3 | 0 |

- 2017年 - 2018年は2種登録選手（2018年は公式戦出場無し）

出場歴
- Jリーグ初出場 - 2017年9月24日 J3第24節 福島ユナイテッドFC戦（キンチョウスタジアム）

## タイトル

### クラブ
セレッソ大阪U-15
- 高円宮杯 JFA 全日本U-15サッカー選手権大会（2015年）
- 高円宮杯U-15サッカーリーグ関西 サンライズリーグ:1回 (2014年)

### 個人
- 日本クラブユースサッカー選手権(U-15)大会・大会優秀選手（2015年）
- 全国高等学校サッカー選手権大会・優秀選手（2018年）

## 代表歴
- U-15日本代表
  - AFC U-16選手権2016・予選（2015年）
  - バル・ド・マルヌ U-16国際親善トーナメント(2015年)
- U-16日本代表
  - International Youth (U-17) Four Countries Football Tournament（2016年）
  - AFC U-16選手権2016（2016年）
- U-17日本代表
  - 国際ユースサッカーin新潟（2017年）
  - 2017 FIFA U-17ワールドカップ（2017年）
- U-18日本代表
  - 第24回リスボン国際トーナメントU-18（2018年）
- U-20日本代表
  - 欧州遠征（2019年）
  - FIFA U-20ワールドカップ（2019年）
- U-22日本代表
  - キリンチャレンジカップ（2019年）